# 遠藤幸男
遠藤 幸男（えんどう さちお, 1915年9月9日 - 1945年1月14日）は大日本帝国海軍の軍人、最終階級は中佐（没後進級）。
海軍飛行予科練習生（予科練）の第1期生として日本海軍に入り、海軍航空の道を歩む。太平洋戦争では、前期から中期にかけては当初は遠距離戦闘機として開発された「月光」の開発と改修に参加し、ラバウルに進出後は「月光」を駆使して迎撃戦に活躍。日本本土に帰還後は第三〇二海軍航空隊に所属し、日本本土空襲で来襲するB-29迎撃で奮闘したが、名古屋空襲の迎撃戦で戦死した。B-29撃墜破数16機（うち撃墜は公認8機）を記録して「B-29撃墜王」と呼ばれて国民的英雄となった。予科練出身で中佐まで進級した唯一の人物でもある。

## 生涯

### 開戦まで
遠藤幸男は1915年（大正4年）9月9日、山形県東村山郡山辺町の材木商の家に生まれる。早くに父親を亡くしていたので旧制中学校には進学せずに、山形県立山形工業学校を首席で卒業し海軍を志願した。1930年当時の日本海軍はロンドン海軍軍縮会議の影響で、主力艦の保有割合をアメリカ・イギリスの60％に抑えられたため、活路を空に見出しており、航空機搭乗員増加を進めていた。その第一弾として、1930年（昭和5年）6月に海軍飛行予科練習生第一期生を採用したが、遠藤は全国10,000人の応募者から最終選考まで残った75人の1人として横須賀海軍航空隊に入隊した。競争率100倍以上の難関であったので、極めて優秀な人材が集い、教官であった浮田信家大尉は「本来なら海軍兵学校に楽々パス出来るものが、中学校にいけなかったために予科練を目ざしたもので、素質的には江田島以上と思われる者が多かった」と評している。

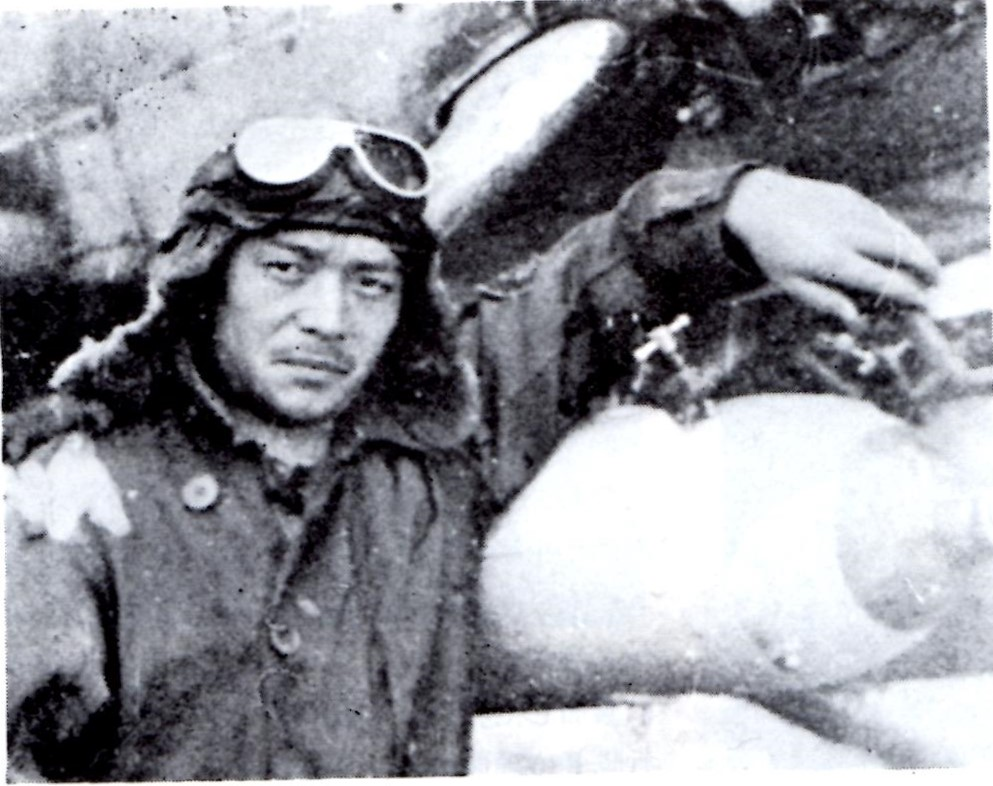
空母「蒼龍」時代の遠藤

当時の予科練は海軍兵学校の訓練方法を取り入れていたが、海軍兵学校で横行していた“修正”と称する鉄拳制裁の体罰は一切禁止されていた。遠藤も厳しい訓練で鍛えられたが、全員が優秀な人材であったので、故郷で首席の遠藤も予科練での成績は中位で優等にはなれなかった。しかし、その粘り強さは教官らに強い印象を残し、演習のさいに斥候を命じられた遠藤は、長距離の斥候任務を駆け通しで完遂し、中隊長の前でしっかりと報告した直後に気を失ってその場で昏倒したということもあった。また、予科練でよく行われたラグビーの試合では平素の鈍重さが嘘のように機敏に動き回って、一旦ボールを握ったらなかなか手放さない粘りあるプレーで活躍した。そのような遠藤を教官らは「口数は少ないが、粘り強い努力家で、芯の強い少年」「くらいついたら離れない、しぶとい男」という印象を持ち、この“地味な粘り屋”という性格が、後の夜間戦闘機「月光」での活躍に繋がったと回想している。律儀な性格は私生活面でも現れ、予科練を卒業後も教官には異動の折など頻繁に手紙を送り、近くに軍務で来た場合は必ず教官の家に挨拶に訪れた。酒の席も好きで非常に強かったが、酔うと気前がよくなり大きな声で歌っていたという。
飛行訓練の操縦教官はこの後遠藤の人生に大きく関わってくる小園安名大尉であった。小園の指導は厳しいものであったがそれは訓練のときだけで、ひとたび訓練が終わると、別人のように優しく、こまかいことまでよく面倒を見てくれた。操縦技術も極めて高く、遠藤にも空母着艦のコツの手ほどきもしてくれて、遠藤の操縦技術も向上していった。遠藤はそのような小園の人柄にひかれて心酔している。
1933年（昭和8年）5月に教習課程を卒業して艦上攻撃機搭乗員となった。館山海軍航空隊、空母「赤城」飛行隊、二等航空兵曹に昇進し霞ヶ浦海軍航空隊で飛行教官に就任したときにフミ子婦人と結婚した。この時、遠藤は22歳、フミ子は18歳であった。フミ子は結婚後まもなく洋裁学校に通いだしたが、その様子を見た遠藤は「おれが死んだ後、それで自活して子供を育ててくれると思うと安心だな」とフミ子に言っている。この頃からパイロットとして死を覚悟しており、長男が誕生したときには後継ぎができたと非常に喜んでいたという。
その後、大村海軍航空隊勤務を経て、1937年（昭和12年）7月に勃発した日中戦争勃発に際しては建造中の空母「蒼龍」に配属される。1938年（昭和13年）春には、海軍航空隊南京派遣隊に任命されて、陸上から揚子江周辺の陸上作戦の航空支援任務に従事した。同年10月、「蒼龍」の初陣となった日本軍による白耶士（バイアス）湾奇襲上陸に艦上爆撃機搭乗員として参加、上陸後に始まった広東作戦では功績抜群につき支那方面艦隊長官から感状を授与された。このとき、戦闘機隊を率いて攻撃隊を援護していた第十二航空隊飛行隊長となっていた小園は、自分の教え子であった遠藤の豪胆さを強く印象付けられている。その後も、1939年（昭和14年）12月までは中国戦線で活躍した。日本に帰還後は百里原海軍航空隊、館山、霞ヶ浦および大村で勤務して、太平洋戦争の開戦を迎え、激戦が続く中で3年以上も実戦とは無縁の教官生活を送っている。

### 第二五一海軍航空隊

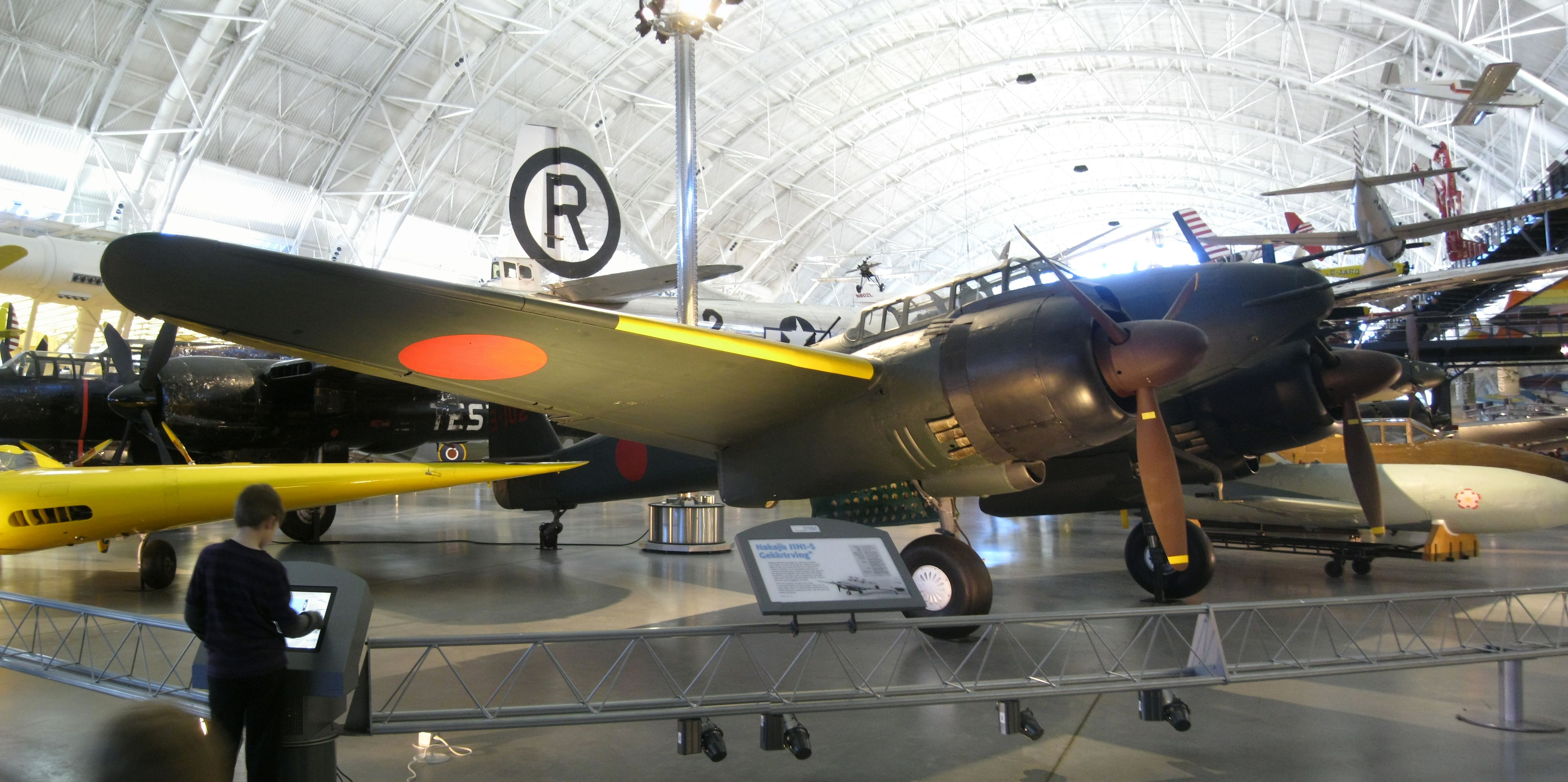
遠藤が搭乗した夜間戦闘機「月光」後ろはB-29「エノラ・ゲイ」の尾翼

1943年（昭和18年）1月、遠藤は第二五一海軍航空隊に異動となり、二式陸上偵察機の操縦者となったが、単純に偵察任務につくことを想定した異動ではなかった。第二五一海軍航空隊は前線で、撃墜が困難な大型爆撃機B-17に悩まされて、その対策が急務となっていたが、第二五一海軍航空隊副長兼飛行長となっていた小園は、双発戦闘機として開発された二式陸上偵察機をB-17の迎撃に使用しようと考えており、実験的に完成したばかりの新兵器三号爆弾を搭載して出撃させ、B-17の編隊に投下させたところ、効果はてきめんで1機を撃墜、1機を大破する戦果を挙げている。しかし、三号爆弾は試作兵器でストックはなく、また命中させるのは至難の業であるため、より確実な方法が求められており、遠藤は、二式陸上偵察機を対大型爆撃機用の戦闘機とする“特殊任務”が課せられることとなった。
日本海軍は、中国戦線で陸上攻撃機が爆撃任務のさい航法ミスなどで目標上空を飛行できずに爆弾を投下できないケースがあったので、爆撃ができなかったときは、陸上攻撃機下部に装備した機関砲で目標を銃撃できるか実験をおこなうこととした。その実験担当の搭乗員の1人がのちに小園と一緒に戦うこととなる浜野喜作中尉である。1938年、機体下部に九九式二〇ミリ機銃を装着した九六式陸上攻撃機で実験が行われ、実験は成功して機体下部の機関砲は目標となった湖上の廃船に命中したが、実戦で使用されることはなかった。実験が行われた4年後となる1942年に、小園は機銃を機体下に斜めに装備すれば、敵銃座の狙いにくい上方からB-17を攻撃できると考え付いた。小園が実験のことを知っていたかは不明であるが、このアイデアは浜野らが行った実験と合致していた。のちに、第二五一海軍航空隊の搭乗員らの意見も聞いた小園は、機銃を機体下部ではなく上部に斜めに装備すれば、死角となる下方から迫って平行に飛行しながら一方的に攻撃ができるので、敵の意表をつくことができて、より効果が高くなるという考えに至った。
1942年（昭和17年）11月に小園は内地に帰ったが、横須賀で開催された大型爆撃機対策会議に引っ張り出された。そのとき小園は自らが考案した斜銃を敵大型爆撃機への有力な対策であると主張したが、会議は白けたムードが漂い海軍航空技術廠の出席者は「実験する価値もない」と一笑に付した。小園はあきらめず軍令部にも直談判したが、航空参謀の源田実中佐も否定的であった。海軍航空技術廠の飛行実験部長杉本丑衛少将だけが「実験ぐらいは、やってみよう」と理解は示したものの計画は一向に進まなかった。そんなときに、小園が人事局に手を回して第二五一海軍航空隊に異動させていた浜野が、自らが審査に携わった二式陸上偵察機の試作機「十三試双発陸上戦闘機」が3機ほど飛行可能な状態で残っていることを小園に伝えて、「ほっておくのはもったいない。あれなら、斜銃をつけて夜間戦闘機に使えます」と進言した。航空本部も放置している試作機であればと斜銃搭載に改造を承認、突貫工事で3機の十三試双発陸上戦闘機の斜銃搭載型が完成した。
ラバウルへの再進出が迫った1943年3月、第二五一海軍航空隊司令官に昇進していた小園は自ら射撃実験機に搭乗することとし、その操縦者に優秀な教え子として厚い信頼を寄せている遠藤を指名した。2機の十三試双発陸上戦闘機を豊橋基地に持ち込み、そのうち1機に遠藤と小園が乗って、零戦が曳航する大型標的（吹き流し）をB-17に見立てて射撃訓練を行ったが、照準器もない斜銃を遠藤はカン頼りで発射して、実射時間約20秒で13発を吹き流しに命中させるという良好な成績をおさめた。小園は空戦実験のために横須賀海軍航空隊から後輩の花本清登少佐を呼んで、遠藤が操縦する十三試双発陸上戦闘機と花本が操縦する零戦で模擬空中戦を行った。通常の空戦と異なり、相手より低い高度でも斜銃は攻撃できるので、熟練した遠藤はすぐにこつを掴んで、花本の零戦の後下方に楽に位置することができた。花本の零戦が得意の旋回で遠藤をまこうとしても、十三試双発陸上戦闘機は双発ながら機敏に動き宙返りも行うことができたので、旋回圏は零戦に及ばないが、外側を回りながら斜銃を指向することができ、空中格闘戦でも斜銃があれば零戦と対等に渡り合えることを実証した。遠藤もこの模擬空戦の勝利により斜銃の効力を率直に認めている。

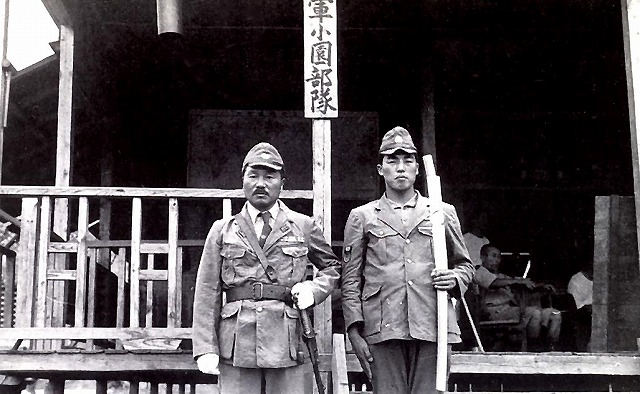
左は遠藤を高く評価していた第二五一海軍航空隊司令小園安名中佐、右は遠藤と共に対重爆撃機戦で活躍した工藤重敏上飛曹、持っているのは南東方面艦隊司令長官草鹿任一中将から贈られた軍刀

やがて、第二五一海軍航空隊はラバウルに進出することとなり、9機の二式陸上偵察機と、2機の斜銃装備十三試双発陸上戦闘機が新たに戦力に加わったが、5月3日に二式陸上偵察機を操縦してラバウルに向かっていた遠藤は、飛行中に乗機の片方のエンジンが故障となって、着陸時にイモ畑に転落し、遠藤は脚を負傷して乗機は大破してしまった。遠藤が入院してる間に、工藤重敏上飛曹と小野了中尉が十三試双発陸上戦闘機の斜銃によるB-17初撃墜と第2号を記録している。この戦果により、ようやく軍令部は斜銃の効果を認め、第二五一海軍航空隊の二式陸上偵察機の全機斜銃搭載型への改造命令を出し、その部品を空輸することとしている。
遠藤は負傷が癒えて退院するとすぐにB-17の迎撃にあたり、5月22日に初出動を記録するが戦果を挙げられなかった。遠藤はもっとも小園に期待されていたのに対して、戦果は工藤らの後塵を拝して焦っていたため、第二五一海軍航空隊に異動となっていた浜野が、焦る遠藤を見て落ち着くようにと諭すと、その夜に遠藤はB-17を2機撃墜の戦果を挙げている。対爆撃機だけではなく、7月8日にはレンドバ島を攻撃して在地の舟艇や輸送船を銃撃を加えた。8月21日にはベララベラ島のアメリカ軍拠点を爆撃し、帰途に魚雷艇を銃撃して1隻を撃沈したと判断された。この戦果は第二五一海軍航空隊唯一の魚雷艇撃沈として記録された。8月25日夜にも敵拠点への銃爆撃を敢行。しかし、バラレ島の指揮所にいた9月2日にF4U コルセアの集団による爆撃に遭遇。ところが、爆撃で飛来したのうちの1機が指揮所の見張り台に接触して墜落し、トラックの下に逃げ込んでいた遠藤はその破片を浴びて重傷を負ってしまった。遠藤はラバウルに後送されたのち、12月下旬に病院船に乗せられて日本に帰国した。
遠藤が内地に帰ったのちも第二五一海軍航空隊所属の二式陸上偵察機隊は対大型爆撃機戦で活躍、特に、十三試双発陸上戦闘機の斜銃で初めてB-17を撃墜した工藤が10機のB-17とB-24を撃墜したが、工藤は九八式陸上偵察機でも三式爆弾で2機の大型爆撃機を撃墜しており、合計12機の大型爆撃機の撃墜は日本海軍でもトップの戦果であった。二式陸上偵察機が対大型爆撃機戦で活躍していることを評価した海軍中枢は、二式陸上偵察機を「月光」と命名して制式採用し増産を指示、それまでの月産12機から20機に倍増された。その知らせをラバウルで聞いた小園は、二式陸上偵察機での大型機迎撃に強硬に反対していた海軍中枢が、戦果を挙げるや手のひらを返して自ら開発したかのように振る舞う姿を見て、その形式主義、功利主義に呆れている。

### 第三〇二海軍航空隊

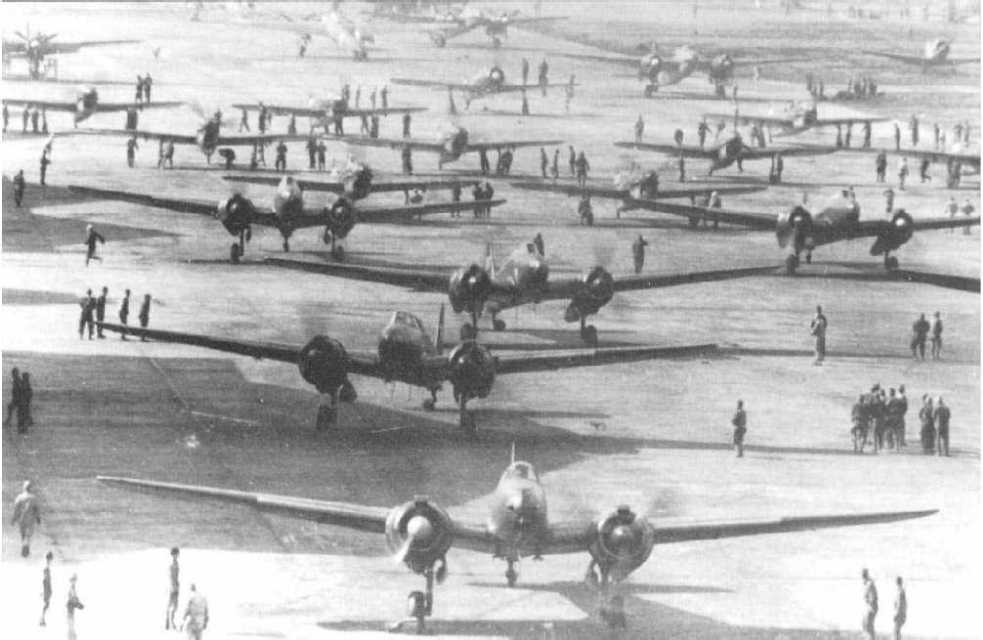
厚木海軍飛行場の第302海軍航空隊「月光」隊、時期は1944年末から1945年初めで、後方に夜間戦闘機型の艦上爆撃機「彗星」と同じく夜間戦闘機型陸上攻撃機「銀河」も見える

帰国して戦傷が癒えたあとは、厚木海軍航空隊木更津派遣隊で錬成員の指導にあたった。1944年（昭和19年）3月1日、第三〇二海軍航空隊が開隊。小園がその司令官に任命されたが、小園は早速手を回して遠藤を引っ張り、所属していた木更津派遣隊はそのまま第三〇二海軍航空隊に編入されて、派遣隊隊長であった児玉秀雄大尉とともに分隊長となった。アリューシャン方面の戦いに勝利してアリューシャン列島を確保したアメリカ軍は、千島列島の占守島や幌筵島に少数機ながら航空機を侵入させており、北東方面の防空を担当する第五十一航空戦隊司令部から第三〇二海軍航空隊への支援要請を聞きつけた遠藤は、自分を含むラバウル帰りのベテランで支援に行きたいと申し出たが、開隊したばかりの第三〇二海軍航空隊の戦力充実を最優先と考えていた小園は遠藤の申し出を「古い者（ベテラン）ばかり連れていく」と却下し、自ら、前原真信飛曹長や甘利洋司飛曹長など、「月光」では訓練途中ながら実戦経験は豊富な古参搭乗員を人選して派遣している。
1944年5月25日に、小園は遠藤らを指揮する第三〇二海軍航空隊第2飛行隊長に、第301海軍航空隊戦闘316飛行隊隊長を更迭されていた美濃部正大尉を任命したが、美濃部はB-29邀撃任務の指揮は遠藤に任せきりにして、自分の理想であった夜間戦闘機による夜襲部隊の編成に注力した。1944年7月4日に硫黄島と父島を襲撃したアメリカ軍機動部隊に対して、その夜襲戦術を始めて活かす機会に恵まれ、美濃部は、7月5日未明に索敵に月光6機、攻撃隊として月光1機と零戦2機の3機小隊6個の合計18機（含む偵察機で24機）を出撃させたが、アメリカ軍機動部隊とは接触できずに、2機が未帰還、2機が大破するという損害を被り、初戦にて夜間の洋上進攻の困難さを思い知らされることとなり、美濃部は第302海軍航空隊では見るべき成果を挙げることもできずに、在任わずか1か月半となる1944年7月10日にフィリピンの第一航空艦隊第一五三海軍航空隊戦闘901飛行隊長に異動になった。美濃部の理想はのちに芙蓉部隊編制により実現することとなった。
1944年6月15日、中国の成都基地から八幡製鐵所を主目的としてB-29による日本初空襲が行われた（八幡空襲）。B-29は75機が出撃し、そのうち47機が八幡を爆撃した。日本軍は陸軍航空隊飛行第4戦隊の二式複座戦闘機「屠龍」8機を迎撃に出撃させた。やがて1時11分に、高度4,000ｍの高度で北九州上空に現れたB-29に対して、飛行第4戦隊の屠龍が関門海峡と八幡上空で攻撃を仕掛けたが、B-29を想定して猛訓練を繰り返してきたにもかかわらず、B-29の速度が想定よりはるかに速く、攻撃にもたつくとすぐに引き離されてしまい、なかなか捕捉することができず苦戦を強いられた。空襲後に撃墜した2機のB-29の残骸を回収して調査したところ、想定よりも高性能であることが判明し、北部九州の防空強化に迫られた海軍の佐世保鎮守府は独自の夜間戦闘機隊の編成に加えて、第三〇二海軍航空隊へ応援を要請し、「月光」が大村航空基地に派遣されることとなった。北方への遠藤の派遣は拒否した小園であったが、今回は、自ら遠藤を派遣隊に指名、ほかの搭乗員5名と整備員、「月光」3機からなる派遣隊の隊長として7月上旬に大村に派遣した。大村では佐世保海軍航空隊の分遣隊（のちの第三五二海軍航空隊）の指導にもあたり、B-29が来襲するのを待ち受けた。

### 本土防空戦

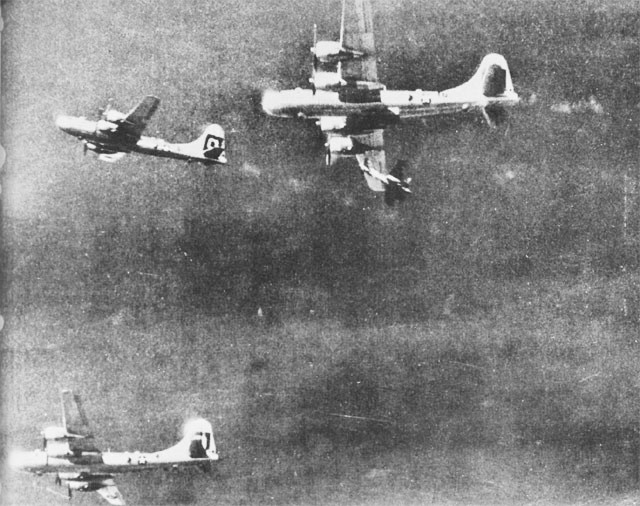
B-29を攻撃する日本軍双発戦闘機（機種不明）

8月10日夜、B-29計24機が長崎を目標に飛来し、遠藤は僚機1機とともに緊急発進したが、濃霧にさえぎられて会敵はかなわなかった。10日後の8月20日には、B-29計61機が昼夜の2度にわたって八幡を空襲。これに対して日本側は海軍が第三〇二海軍航空隊派遣隊の3機を含む「月光」4機と零戦35機、日本陸軍は二式複座戦闘機「屠龍」に加えて、三式戦闘機「飛燕」、四式戦闘機「疾風」合計82機が迎撃し、激しい空戦が繰り広げられた。
遠藤は斜銃における戦闘の基本通り、まずは佐世保上空で1機のB-29の下方に占位すると、冷静沈着に照準を合わせて斜銃を掃射して、B-29の主翼が炎上するのを確認し離脱、そして別のB-29に向かい同様の機動を繰り返したが、遠藤の月光もB-29の反撃で12.7㎜機銃9発をエンジンなどに被弾していたので済州島に不時着した。遠藤自身の戦果確認基準は、敵機の墜落までを遠藤自身が確認しないと「撃墜」とはしていなかったので、第三五二海軍航空隊に対して行った戦果報告は「敵大型機ニ対シ中破3機、小破2機」という控えめなものであった。
一方、陸軍も海軍「月光」の活躍に触発されて「屠龍」に斜銃(陸軍では上向き銃と呼称)を搭載していたが、陸軍の「B-29撃墜王」樫出勇大尉がその「屠龍」を駆って活躍、この日陸軍は野辺重夫軍曹機の体当たりなどで「撃墜確実12機、不確実11機」と多大な戦果を記録した。
陸軍の戦果報告を受けて、海軍の第三五二海軍航空隊司令部において戦果の検証が行われて「撃墜確実2、概ネ確実1、中破2」と遠藤のB-29初撃墜が記録された。海軍全機では零戦による戦果も含めて「撃墜確実3、不確実2、中破2」の戦果が報告された。海軍の戦果が遠藤の報告よりも上方修正されたのは、日本海軍が初のB-29迎撃で戦果判定に不慣れであったことや、大戦果を報じた陸軍に対して海軍が張り合った可能性も指摘されている。一方、アメリカ軍側の記録でも、この日はB-29出撃61機中14機損失、うち対空火器で1機、戦闘機で4機（空対空爆弾1機、体当たり2機）原因不明及び他の原因で9機を報告している。61機の出撃に対しての損失率は15.9%となり、第二次世界大戦中のB-29の出撃のなかでは最悪の損失率となった。遠藤はこの日の活躍で、佐世保鎮守府司令長官侯爵小松輝久中将から10月29日付で感状を、西部軍司令官下村定陸軍中将からも10月11日付で賞詞と軍刀を授与された。
10月25日には、長崎県大村の新鋭艦上攻撃機流星を製造していた航空機工場や、大村市街地を爆撃のため5回に渡って来襲したB-29合計56機を、大村海軍航空隊の零戦や雷電延べ73機と協力して全力で迎撃、海軍航空隊による九州での最大級のB-29迎撃戦となった。この日迎撃した「月光」は6機ないし4機であったが、8,000ｍの高高度で侵入してきたB-29に対して、零戦や雷電では満足に迎撃ができず、5機がベーパーロック現象で離脱し、27機が機銃の凍結で戦闘ができなかった。その中で遠藤が率いる「月光」隊は、大村海軍航空隊の飛行長神崎国雄大尉とよく連携のうえで主力となって戦い、この日、海軍はB-29を1機撃墜し18機撃破の戦果を記録した。この撃墜の1機は、損傷したB-29を遠藤が長駆追撃して止めを刺したものであった。アメリカ軍の記録では損失2機（うち1機は離陸中の事故）損傷12機で、日本軍側の戦果報告とほぼ一致する。しかし、爆撃により流星の工場は壊滅的な損害を受けて生産計画を大きく狂わせることとなり、大村市民に300名の犠牲者を出した。
10月末には遠藤は、撃墜確実6機、不確実分を含めると10機の戦果を数えて、「B-29撃墜王」として盛んに喧伝されることとなった。11月1日には大尉に昇進したが、海軍兵学校卒の士官並みのスピードであり、遠藤の栄光のときは続いた。
その後に厚木の本隊に帰還した遠藤は第二飛行隊「月光」隊分隊長となり、大尉に昇進後11月3日に八丈島派遣隊隊長として3機の「月光」とともに八丈島に進出。この時から、遠藤機の担当偵察員は西尾治上飛曹となった。マリアナ諸島から東京を目指すB-29を、陸軍の電探を生かして東京の手前で迎撃するという目的で派遣された八丈島派遣隊は、東京のみならず名古屋目指して飛来するB-29編隊をも迎えうち、12月18日には乗機に多数被弾しながらも「1機撃墜、2機撃破」を報じた。アメリカ軍の記録では、この日の名古屋空襲では4機のB-29を損失、12月27日にも熱海上空で単機進入のB-29を迎撃して1機の撃墜を報告している。八丈島派遣隊は1945年（昭和20年）1月8日付で復帰命令が出され、1月9日に厚木に戻ってきた。

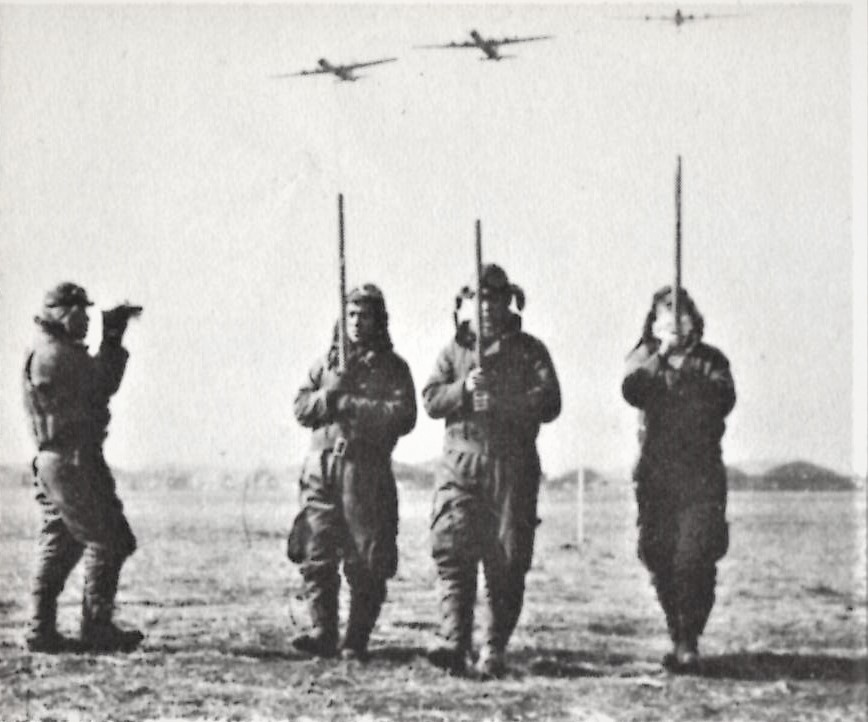
ラバウルで遠藤や小園が考案した大型爆撃機の模型を使った接敵訓練を行う第三〇二海軍航空隊の「月光」搭乗員

遠藤によれば、B-29の弱点は主翼の付け根であり、そこに4連射分の20㎜機銃を打ち込み離脱すれば、B-29からの反撃を避けられた。遠藤はその攻撃法が慣習と言えるほどに身についていたが、遠藤は教官歴が長かったこともあってか、このようなB-29の攻撃法について、同じ第三〇二海軍航空隊の「月光」搭乗員らにも熱心に指導をしていた。他にも多彩なB-29攻撃法を編み出していた遠藤は、同じ第三〇二海軍航空隊の他にも、大村の第三五二海軍航空隊など多くの月光搭乗員にその戦法を惜しげもなく伝授し、月光隊の戦力強化に大いに貢献している。第三〇二海軍航空隊には月光の他に零戦、雷電、彗星夜間戦闘機型などの他機種の分隊もあったが、出撃するたびに撃墜マークを増やしていく遠藤の活躍は、他機種の分隊の搭乗員からも称賛と羨望の的であった。一方で若い搭乗員からは、遠藤は報道による喧伝もあって「国民を鼓舞する英雄」となっており、雲の上の存在で気安く話をできる存在ではなかった。また、B-17やB-24には善戦した「月光」も、B-29に対しては速度が大きく劣後するなどまともに戦える性能ではなく、その「月光」で戦果を積み重ねる遠藤は、若い搭乗員らからは神がかって見えたという。
B-29の戦略爆撃によって絶望的な焦燥感にかられていた国民にとっても、新聞で派手に報道される遠藤の活躍は数少ない救いとなっており、全国の老若男女から遠藤宛のファンレターが厚木基地に殺到した。遠藤はその律儀な性格から届いたファンレターすべてに目を通し必ず返事を出していたが、数が増える一方で最後はとても返信できる量ではなくなってしまったので、ある日、届いた小学生の手紙を読んで「坊や、ゆるしておくれね。おじさんは忙しくって、とても返事を書くひまがない。返事は出せないが、B公を墜とすことが、おじさんの返事と思ってください」と詫びている。生来照れ屋で純真な遠藤は、このように持て囃されることに困惑しており、予科練時代の恩師であった浮田に「われわれ搭乗員が敵機と戦うは任務であり、撃墜するのは当然のことであります。しかるに新聞雑誌上において、戦果云々をおおげさに報ずる点、まったく迷惑いたしております。」という手紙を送っている。

### 最期

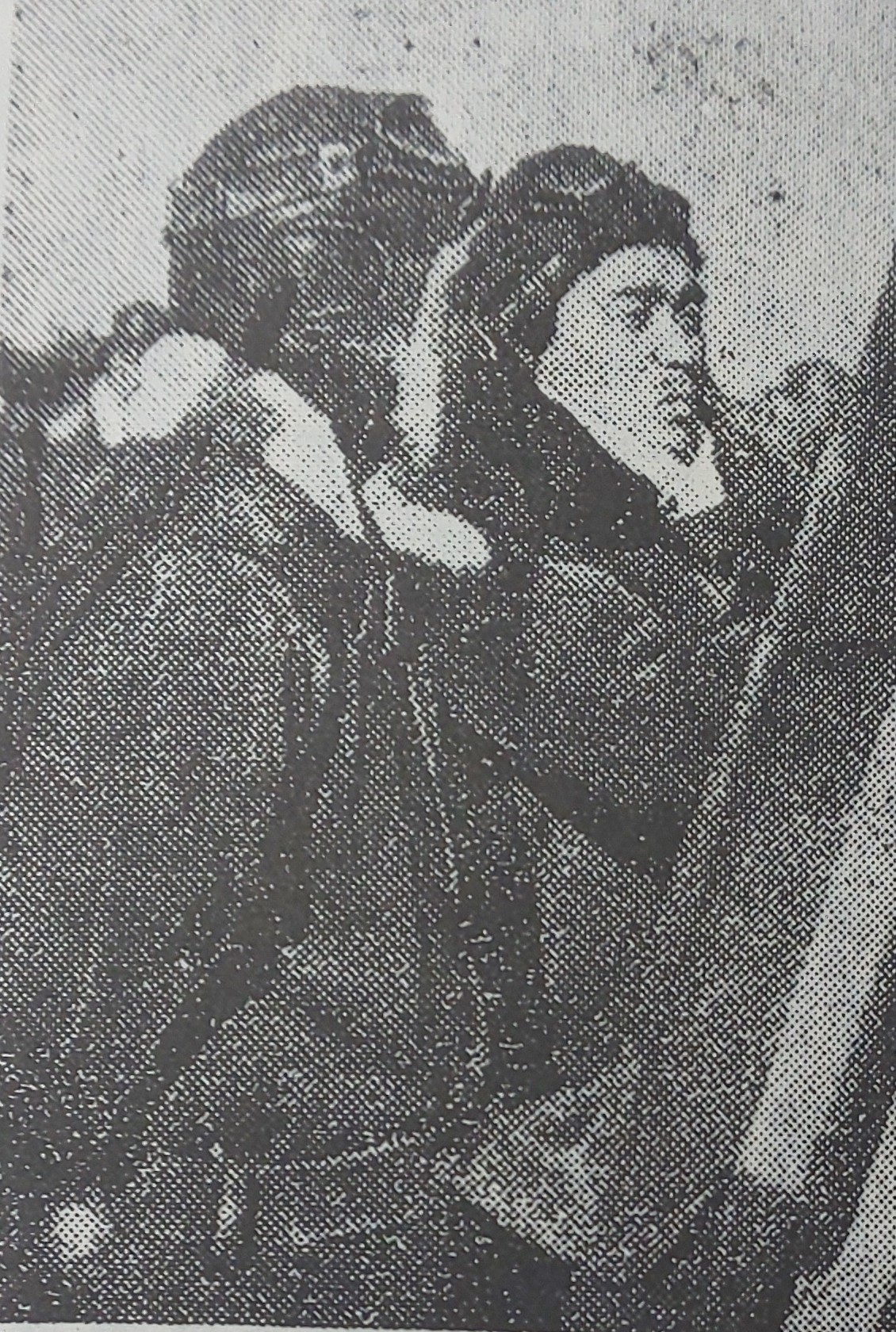
出撃前に入念にブリーフィングを行う遠藤（右）戦死直前の写真

1945年に入っての遠藤の初出撃は1月9日となった。東京の中島飛行機武蔵野製作所に向かっている72機のB-29を静岡県南方で迎撃して2機のB-29を撃墜し、愛機「月光」の機体に描かれた桜の撃墜マークは14個となった。遠藤の活躍を妬み、その戦果を疑う声も小園や遠藤の耳まで届いていたが、この日の遠藤の撃墜したB-29の残骸は銚子港外2㎞の海上と神代村の海岸線で確認され、その疑義を晴らしている。陸軍も特攻による6機を含む撃墜確実11機と不確実4機を報告したが、アメリカ軍の損害記録ではB-29の損失は6機であった。
遠藤は館山に居を構えており、1月9日の初出撃以降の日に休暇をとって帰宅し家族（妻女フミ子と一男一女）と過ごしている。フミ子は3人目（娘）を妊娠しており、遠藤は食糧事情が悪化している中でフミ子の身を案じたが、フミ子は遠藤に心配をかけないように順調と答えている。遠藤は疲労しており、横になりながらフミ子に「墜としても、墜としても、いくらでもやってくる」「いくら叩いても、いっこうにこたえそうもない。アメリカという国は、おそろしい。大変な国だ」と呟いたという。遠藤は自宅に一泊だけすると翌日の早朝には厚木に戻った。自宅を出るときに長男から「こんどいつかえるの？」と尋ねられたので「できるだけ早く帰ってくるから、お母さんのいうことをきいて、待ってるんだよ」と言って別れを告げたが、家族はこれが遠藤との今生の別れになるとは思いもしなかったという。
数日後の1月14日、名古屋の三菱重工業名古屋発動機製作所を目標に73機のB-29がイズリー飛行場を発進し、うち40機が目標に投弾した。第三〇二海軍航空隊はこの日の哨戒区域を駿河湾南方に指定していたが、区域を移動して静岡・愛知県境付近にて投弾を終えて離脱を図るB-29を迎撃した。小園は「月光」を白昼の迎撃に投入するのを躊躇ったが、14時52分ごろ、遠藤機は豊橋上空でB-29の編隊を発見して遠州灘上空でB-29編隊に突撃、「敵十一機発見、ワレコレニ突撃ス」と打電後に攻撃開始、まずは、B-29"Uncle Tom's Cabin No.2" を撃墜すると「ワレ、1機撃墜」と続けて打電し厚木基地の指揮所を湧かせた。しかし、その直後に「ワレサラ二1機ヲ撃破、ナオ追撃中」と打電したのを最後に音信が途切れた。遠藤機はB-29編隊からの集中攻撃により被弾し炎上、消火を試みながら渥美半島上空まで進んだが回復は無理と判断し、遠藤はペアを組んでいた西尾とともにパラシュートで脱出したが、西尾はパラシュートのひもが乗機の尾翼に引っかかって切断し開傘せず墜死。遠藤は機外に飛び出たものの地上までの高さが推定300メートルしかなく、開傘せず渥美郡神戸村（現・田原市神戸町）に墜落した。遠藤機の様子を観察していた防空監視哨は、一部始終を確認するとただちにオート三輪を走らせて現場に急行したが、遠藤はその時には絶命状態であったとも、意識不明のままトラックに乗せられて病院に向かう途中に絶命したとも言われている。29歳没。同日の戦果について大本営は、撃墜9機、損傷34機、1機未帰還と発表したが、その1機の未帰還機が遠藤機であった。
B-29搭乗員もこの日の日本軍の迎撃は激しかったと回想しており、勇敢にもB-29の編隊中央を日本軍戦闘機隊が突き抜けていき、B-29各機は弾を撃ち尽くすまで日本軍戦闘機に対して射撃を浴びせている。それでも、遠藤が撃墜したUncle Tom's Cabin No.2を含む5機のB-29が未帰還となり、中には日本軍戦闘機の銃撃により大破し、サイパン島まで帰還できずに不時着水したB-29もあった。ラバウルから遠藤に厚い信頼を寄せていた小園は、遠藤が出撃していった西の空をずっと見上げながら帰りを待っていたが、午後4時ごろに「遠藤大尉、月光機ハ愛知厚美郡神戸村二墜落。遠藤大尉及ビ西尾偵察員ハ絶望」という電報が入ったあとも日没まで遠藤を待ち続け、最後は大声をあげて嗚咽している。信頼する遠藤を失った小園はこののち性格が急に硬化して、海軍上層部に対する反感もさらに募り、終戦時には降伏を良しとせず厚木航空隊事件を起こすこととなった。

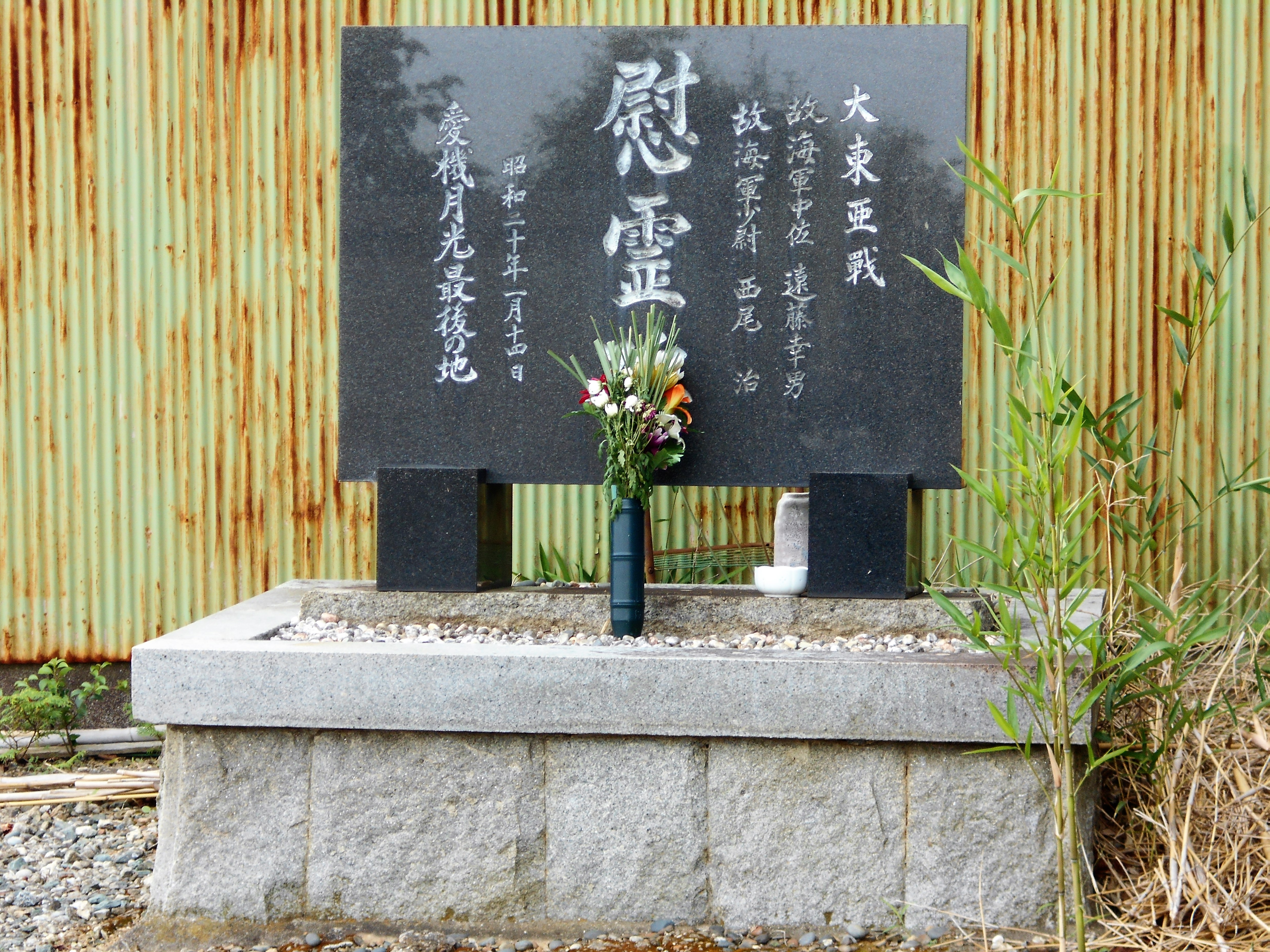
遠藤機の墜落地点に建つ遠藤・西尾両名の慰霊碑（田原市神戸町、2017年8月）

戦死後も国民的英雄遠藤の死は国民に与える影響が大きかったので、海軍省からの正式の発表は2ヶ月後の3月16日で葬儀は3月21日となった。葬儀委員長となった小園の尽力で、本来であれば将官以上の葬儀に限られていた横須賀海軍軍楽隊が特別参加して「国の鎮め」を奏でるなか、厚木基地内の大講堂に全将兵が整列して厳かに進められた。妻フミ子も身重の身で2人の子供を連れて参列したが、小園はフミ子の前で直立不動の姿勢をとると「遠藤君を殺したのはこの小園です。奥さんお許しください」と涙をボロボロさせながら詫びたという。
全軍布告の上で遠藤は中佐に、西尾は少尉に特進。遠藤は正六位に叙せられ、功三級金鵄勲章を追贈された。また、生前の功績により横須賀鎮守府司令長官塚原二四三中将から表彰状、防衛総司令官稔彦王大将から感状が授与された。遠藤の戦死は日本ニュースでも取り上げられ、全国の映画館で報じられて国民に大きな衝撃をあたえた。
遠藤ら日本防空陣の奮戦もあって、1945年2月までにアメリカ軍は、中国からの出撃で80機、マリアナ諸島からの出撃で78機、合計158機のB-29を失っており、第21爆撃集団司令官カーチス・ルメイ中将はあがらぬ戦果と予想外の損失に頭を悩ませていた。ルメイは上官のアメリカ陸軍航空軍司令官ヘンリー・ハップ・アーノルド大将からの叱責を受けたこともあり、従来の高高度精密爆撃から低空からの都市への無差別絨毯爆撃に戦術を変更した。その最初の空襲となった東京大空襲により東京は壊滅的な損害を被った。この戦術変更の頃には、B-29の配備も軌道に乗って、400機ものB-29が常に稼働状態にあって、日本軍の戦闘機隊を数で圧倒するようになった。また2月に占領された硫黄島から飛来するP-51により、海軍の「月光」や陸軍の「屠龍」といった鈍重な双発戦闘機の迎撃は困難となった。それでも数少ない機会を活かして、黒鳥四朗中尉のようにB-29を1日で5機を撃墜するなど、遠藤以外でも「月光」で活躍する搭乗員も現れたが、1945年8月15日に日本は降伏し、戦後のアメリカ軍の調査では、日本が降伏に至った最大の要因はB-29による空襲であったと結論付けられることとなった。
遠藤の三十三回忌にあたる1979年に、「月光」の墜落地に遠藤と西尾の慰霊碑が建立された。発起人はその土地の地主で、妻のフミ子ら家族と予科練の同期生一同が協力している。慰霊碑には遠藤の戦死が公表されたときに妻フミ子宛に送られた川田順の詩と、慰霊碑建立にあたって寄せられた作家相良俊輔の碑文が刻まれている。